# Сельское поселение Липовка (Сергиевский район)
Сельское поселение Липовка — муниципальное образование в Сергиевском районе Самарской области.
Административный центр — село Липовка.

## Административное устройство
В состав сельского поселения Липовка входят:
- село Липовка,
- село Старая Дмитриевка.